# 杰克·安佐卡
杰克·托马斯·安佐卡 （英語：Jack Thomas Andraka，1997年1月8日—）或譯作傑克·安卓卡，是美国发明家，科学家和癌症研究者，他是2012年英特尔科学竞赛 大奖获得者，安佐卡因其在寻找新的检测胰腺癌的新方法而获得以戈登·摩尔命名的大奖戈登.E. 摩尔奖，以英特尔的联合创始人之一命名，奖金金额是75,000美元，他还在其他的小奖项获獎，总金额达 100,500美金。

## 背景
来自马里兰州克朗斯维尔的杰克·安佐卡把他的成功归功为许许多多激励他去研究胰腺癌的事情，包括他叔叔和一个熟人的离世。在寻找答案的途中,他发现胰腺癌只有很低的存活率的原因是因为在癌症早期没有一个快速、廉价的检测方法來發現。他开始思考各种各样的方法，能够侦测并防止癌症生长，并在癌细胞扩散前终止其生长。
在一个BBC的采访中, 杰克说他关于胰腺癌的测试想法是在北郡高中（North County High School）的生物课堂上想到的。当时在讲述有关抗生素的课程，而他在底下偷看到一篇关于使用碳纳米管的分析方法的文章, 这给了他灵感。在那之后，他继续通过谷歌、维基百科、和其它在线的免费科学期刊来研究纳米管，以及癌生物化学。
不久，他联系了约翰·霍普金斯大学和國立衛生研究院的200位教授，附上自己的计划，资金需求和时间表，以期获得实验室的帮助。结果近乎全部的教授都拒绝了他，除了一位来自约翰·霍普金斯大学医学院的Anirban Maitra博士，同时也是病理学，肿瘤学，化学和生物分子工程学的教授。
他的研究成果是一种全新的检测胰腺癌的浸棒式诊断测试法，用到一种新的类似检测糖尿病的条形试纸。该试纸可以检测血液或者尿液中间皮素的含量，并以此决定病人是否为胰腺癌的早期患者。该方法检测间皮素存在与否的精确度超过了90%。而据安佐卡本人，该方法比现行的诊断方式快168倍，也便宜26000倍（只需要3美分），并灵敏400倍，只需5分钟就可以得出结果。他说这个方法也可以用来检查卵巢癌和肺癌，因为它们都有相同的间皮素这个生物标记。
Maitra教授非常看好安佐卡的未来，他告诉Baltimore Sun报：“你将来会听到更多关于他的故事。就像爱迪生和他发明的灯泡，这个孩子就是我们这个时代的爱迪生。将来会看到他的更多发明问世。”
安佐卡在13歲時出櫃，公開自己是一名男同性戀者。

## 家庭对科学的兴趣
杰克的哥哥卢克（Luke）在2010 Intel ISEF 竞赛中通过一个检测酸性采矿废液如何影响环境的项目赢得了96000美元的奖金。2011年，卢克获得了MIT THINK奖（Technology for Humanity guided by Innovation, Networking, and Knowledge），该奖项表彰那些通过科学实验改善自己所在社区的学生。
兄弟俩的父亲Steve Andraka是一位土木工程师。他们的母亲Jane Andraka是一位麻醉医生。她告诉太陽报“...我们一家并不非常爱运动，我们很少玩足球或者棒球。”“我们有上百万本的科学杂志放在书桌周围，并经常讨论他人的研究想法和我们是否可以用不同的方法实现。”

## 外部連結
- BBC page with video interview of Andraka （页面存档备份，存于）（英文）
- For A World Without Cancer : Jack Andraka at TEDxOrangeCoast （页面存档备份，存于）（英文）